# Lista parcurilor naționale din Madagascar

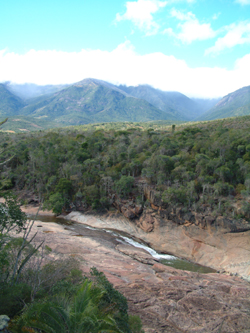
Parcul Național Andohahela în sudul Madagascarului

Această listă a parcurilor naționale din Madagascar include toate ariile protejate recunoscute oficial începând cu anul 2015. Rețeaua de arii protejate din Madagascar este gestionată de Asociația Parcurilor Naționale din Madagascar (PNM-ANGAP). Rețeaua include trei tipuri de arii protejate: Rezervații naturale stricte (IUCN categoria Ia), parcuri naționale (IUCN categoria II) și rezervații sălbatice (IUCN categoria IV). La IUCN 2003 World Parks Congress în Durban, Malgas Președintele, Marc Ravalomanana, a anunțat o inițiativă de a tripla mai mult decât suprafața protejată de la aproximativ 4.200.791 acri (17.000,00 km2) la peste 14.826.322 acri (60.000,00 km2) (de la 3% la 10% din suprafața Madagascarului). „Viziunea Durban”, așa cum a fost numită, a implicat extinderea definiției ariilor protejate din țară și a fost adoptată legislația pentru a permite crearea a patru noi categorii de arii protejate: parcuri naturale (IUCN categoria II), monumente ale naturii (IUCN categoria III), peisaje protejate (IUCN categoria V) și rezerve de resurse naturale (IUCN categoria VI). Pe lângă faptul că permite aceste noi obiective pentru gestionarea ariilor protejate, noua legislație prevedea, de asemenea, ca alte entități decât PNM-ANGAP să gestioneze ariile protejate, cum ar fi ministerele guvernamentale, asociațiile comunitare, ONG-urile și alte organizații ale societății civile, precum și sectorul privat.

## Sistemul de arii protejate

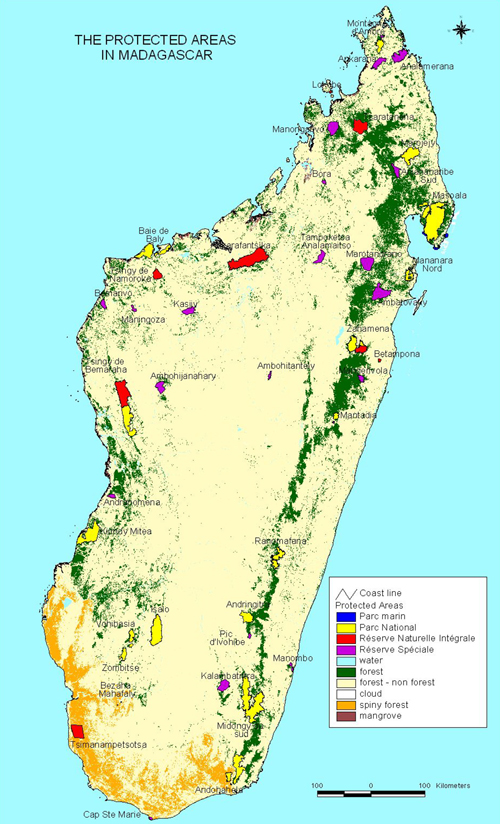
Parcurile și rezervele naționale din Madagascar (înainte de 2015)

Protecția siturilor naturale din Madagascar a fost inițiată în temeiul Autoritatății coloniale franceze în 1927. Aceste situri originale au fost rezervate cercetării științifice și nu au fost deschise publicului. În 1971, guvernul malgaș a întreprins un proiect pentru a proteja 741.316 acri (3.000,00 km2) pădurilor de mangrove, primul efort național de a proteja ecosistemele marine din Madagascar. În 1986, guvernul din Madagascar, cu sprijinul IUCN și al World Wildlife Fund, a inițiat un proces de doisprezece ani pentru a revizui și evalua zonele protejate existente și altele care necesită protecție pentru a crea o listă inițială a zonelor prioritare de conservare ale Madagascarului. Association Nationale pour la Gestion des Aires Protégées (ANGAP), înființată în 1990, a fost prima agenție guvernamentală creată cu scopul expres de a extinde și gestiona ariile protejate ale Madagascarului.
Crearea unui sistem de parcuri naționale a început în 1991 cu primele politici naționale majore de protecție a mediului și a trecut prin trei etape înainte de a încheia în 2002 cu înființarea Système des Aires Protégées de Madagascar (SAPM). În calitate de co-președinte al acestei comisii, World Wildlife Fund sprijină guvernul din Madagascar în gestionarea parcurilor, dezvoltând în același timp parteneriate de management cu o varietate mai largă de parteneri, inclusiv comunitățile locale, societatea civilă și sectorul privat. În 2003, alte 92 de zone au fost identificate ca meritând statutul de arie protejată; de atunci, unora dintre acestea li s-a acordat un statut oficial protejat, în timp ce altele sunt în curs de revizuire. Asigurarea statutului juridic și a protecției listei complete a zonelor adăugate pentru a îndeplini angajamentul asumat de Viziunea de la Durban necesită o actualizare a legii privind ariile protejate, care a fost blocată în urma crizei politice din 2009.
La 17 septembrie 2003, la IUCN Congresul Mondial al Parcurilor din Durban, președintele Marc Ravalomanana a anunțat o extindere a ariilor protejate ale Madagascarului de la 4.200.791 acri (17.000,00 km2) la peste 14.826.322 acri (60.000,00 km2) (de la 3% la 10% din suprafața Madagascarului) în următorii cinci ani. Guvernul malgaș a format "Commission du Système des Aires Protégées de Madagascar" (Comisia pentru sistemul de arii protejate din Madagascar, SAPM) pentru a lucra în parteneriat cu ministerele guvernamentale în cauză („Ministère de l'Environnement, des Eaux et Forêts” [Ministerul Mediului, Apelor și Pădurilor] și „Ministère de l'Agriculture, de l'Elevage et de la Pêche” [Ministerul Agriculturii,  Efectivele de animale și pescuitul]). În martie 2005, în urma unei serii de colaborări intense cu IUCN și cu alți experți internaționali și locali, guvernul a pus în aplicare actualul sistem de clasificare și protecție juridică pentru ariile protejate ale Madagascarului.

### Situri ale Patrimoniului Mondial
În 1999, Parcul Național Tsingy de Bemaraha a fost declarat Sit al Patrimoniului Mondial UNESCO.  În 2007, alte șase parcuri naționale au fost votate ca sit comun al Patrimoniului Mondial sub numele de Pădurile tropicale din Atsinanana. Aceste șase parcuri sunt Marojejy, Masoala, Ranomafana, Zahamena, Andohahela și Andringitra. UNESCO a plasat pădurile tropicale din Atsinanana pe lista patrimoniului mondial în pericol la 30 iulie 2010, ca urmare a unei creșteri a  exploatarea forestieră legală în parcuri din 2009, ca urmare a crizei politice din țară.